# Apolonio de Pérgamo
Apolonio de Pérgamo (en griego Άπολλώνιος Περγάμηνος) (Pérgamo, fecha incierta) fue un médico que vivió antes del siglo IV, según se deduce del hecho de que es citado por Oribasio, Probablemente es el autor de un largo fragmento de un tratado Sobre la escarificación que recoge en su obra Oribasio.
Algunos piensan que es la misma persona que Apolonio Ofis y Apolonio Ter.